# Mỹ Hưng, Thạnh Phú
Mỹ Hưng là một xã thuộc huyện Thạnh Phú, tỉnh Bến Tre, Việt Nam.
Xã Mỹ Hưng có diện tích 13,3 km², dân số năm 1999 là 9167 người, mật độ dân số đạt 689 người/km².